# LR Ahlen 2003-2004
Questa voce raccoglie le informazioni riguardanti il LR Ahlen nelle competizioni ufficiali della stagione 2003-2004.

## Stagione
Nella stagione 2003-2004 il LR Ahlen, allenato da Stefan Kuntz e Ingo Peter, concluse il campionato di 2. Bundesliga al 12º posto. In Coppa di Germania il LR Ahlen fu eliminato al primo turno dal Siegen.

## Rosa
| N. |                                 | Ruolo | Calciatore         |
| -- | ------------------------------- | ----- | ------------------ |
| 1  | Germania (bandiera)             | P     | Bernd Meier        |
| 2  | Senegal (bandiera)              | D     | Lamine Cissé       |
| 3  | Germania (bandiera)             | D     | Stefan Fengler     |
| 4  | Germania (bandiera)             | D     | Abdoul Thiam       |
| 5  | Croazia (bandiera)              | C     | Zoran Mamić        |
| 6  | Brasile (bandiera)              | C     | Chiquinho          |
| 7  | Rep. del Congo (bandiera)       | C     | Musemestre Bamba   |
| 8  | Croazia (bandiera)              | C     | Željko Sopić       |
| 9  | Germania (bandiera)             | A     | Marcel Rath        |
| 10 | Senegal (bandiera)              | A     | Babacar N'Diaye    |
| 11 | Germania (bandiera)             | C     | Daniel Felgenhauer |
| 12 | Germania (bandiera)             | C     | Sebastian Bönig    |
| 14 | Brasile (bandiera)              | C     | Paulinho           |
| 15 | Turchia (bandiera)              | D     | Orhan Özkara       |
| 17 | Bosnia ed Erzegovina (bandiera) | A     | Denis Omerbegović  |
| 18 | Serbia (bandiera)               | D     | Petar Đenić        |
| 19 | Camerun (bandiera)              | A     | Cyrille Bella      |

| N. |                                 | Ruolo | Calciatore            |
| -- | ------------------------------- | ----- | --------------------- |
| 20 | Germania (bandiera)             | C     | Christian Mikolajczak |
| 22 | Germania (bandiera)             | C     | Tim Gorschlüter       |
| 23 | Germania (bandiera)             | P     | Michael Ratajczak     |
| 24 | Germania (bandiera)             | C     | Ivan Milosavljevic    |
| 25 | Germania (bandiera)             | D     | Sascha Brinker        |
| 26 | Germania (bandiera)             | C     | Cihan Yilmaz          |
| 27 | Germania (bandiera)             | C     | Dennis Hillebrand     |
| 28 | Germania (bandiera)             | A     | Rene Lewejohann       |
| 31 | Serbia (bandiera)               | C     | Darko Anić            |
| 32 | Slovacchia (bandiera)           | A     | Henrich Benčík        |
| 33 | Rep. Ceca (bandiera)            | D     | Jan Velkoborský       |
| 35 | Germania (bandiera)             | C     | Ovid Hajou            |
| 36 | Germania (bandiera)             | P     | Marco Sejna           |
| 42 | Portogallo (bandiera)           | C     | Carlos André          |
| 44 | Brasile (bandiera)              | D     | Andrei Frascarelli    |
|    | Bosnia ed Erzegovina (bandiera) | C     | Asif Šarić            |

## Organigramma societario
Area tecnica
- Allenatore: Ingo Peter
- Allenatore in seconda:
- Preparatore dei portieri: Uwe Zimmermann
- Preparatori atletici: Günter Jonczyk

## Calciomercato

### Sessione estiva
| Acquisti | Acquisti           | Acquisti               | Acquisti |
| R.       | Nome               | da                     | Modalità |
| -------- | ------------------ | ---------------------- | -------- |
| C        | Asif Šarić         | Jahn Ratisbona         |          |
| C        | Dennis Hillebrand  | Greuther Fürth         |          |
| A        | Babacar N'Diaye    | Hannover 96            |          |
| C        | Ansgar Brinkmann   | Arminia Bielefeld      |          |
| C        | Daniel Felgenhauer | Borussia M'gladbach    |          |
| C        | Zoran Mamić        | Greuther Fürth         |          |
| P        | Michael Ratajczak  | Borussia Dortmund      |          |
| A        | Mahir Sağlık       | Paderborn              |          |
| P        | Marco Sejna        | Rot-Weiss Essen        |          |
| D        | Abdoul Thiam       | Eintracht Braunschweig |          |
| D        | Paweł Wojtala      | RW Oberhausen          |          |
| C        | Cihan Yilmaz       | Westfalia Herne        |          |

| Cessioni | Cessioni           | Cessioni       | Cessioni |
| R.       | Nome               | da             | Modalità |
| -------- | ------------------ | -------------- | -------- |
| D        | Gledson            | Osnabrück      |          |
| A        | Marcus Feinbier    | Greuther Fürth |          |
| A        | Ferhat Cerci       | Lippstadt 08   |          |
| C        | Patrick Ghigani    | Kickers Emden  |          |
| P        | Andreas Kronenberg | Holstein Kiel  |          |
| A        | Krystian Prymula   | Chemnitz       |          |
| D        | Petar Vasiljević   | Obilić         |          |
| D        | Michael Zepek      | Karlsruhe      |          |

### Sessione invernale
| Acquisti | Acquisti       | Acquisti       | Acquisti |
| R.       | Nome           | da             | Modalità |
| -------- | -------------- | -------------- | -------- |
| C        | Carlos André   | Maia           |          |
| C        | Paulinho       | Jahn Ratisbona |          |
| A        | Henrich Benčík | Teplice        |          |

| Cessioni | Cessioni         | Cessioni  | Cessioni |
| R.       | Nome             | da        | Modalità |
| -------- | ---------------- | --------- | -------- |
| D        | Paweł Wojtala    | Karlsruhe |          |
| A        | Mahir Sağlık     | Paderborn |          |
| C        | Ansgar Brinkmann | Kärnten   |          |

## Risultati

### 2. Bundesliga

#### Girone di andata
| Arbitro: | Gagelmann |

|  |           |                          |
|  | Marcatori | 45’ von Walsleben-Schied |

| Arbitro: | Weiner |

|            |           |                                 |
| Simioni 7’ | Marcatori | 62’ Bamba 81’ N'Diaye 90’ Sopić |

| Arbitro: | Kammerer |

|                           |           |  |
| Vata 35’, 40’ Radovic 84’ | Marcatori |  |

| Arbitro: | Hoyzer |

|           |           |                |
| Bella 42’ | Marcatori | 15’, 64’ Casey |

| Arbitro: | Weber |

|  |           |               |
|  | Marcatori | 48’ Chiquinho |

| Arbitro: | Koop |

|                |           |                              |
| Hillebrand 85’ | Marcatori | 36’ Thurk 83’ Silva 90’ Auer |

| Arbitro: | Schmidt |

|                             |           |               |
| Silva 40’, 44’ Iordache 82’ | Marcatori | 67’, 89’ Rath |

| Arbitro: | Pickel |

|           |           |  |
| Ipoua 90’ | Marcatori |  |

| Arbitro: | Stachowiak |

|                               |           |  |
| Caillas 3’ Reichel 22’ (rig.) | Marcatori |  |

| Arbitro: | Walz |

|                      |           |                                   |
| N'Diaye 4’ Cissé 62’ | Marcatori | 73’ Bugera 76’ Drsek 90’ Ahanfouf |

| Arbitro: | Gräfe |

|                                   |           |           |
| Scharping 25’, 44’ Zandi 65’, 73’ | Marcatori | 52’ Sopić |

| Arbitro: | Henschel |

|                     |           |                 |
| Bella 77’ Sopić 81’ | Marcatori | 46’, 66’ Copado |

| Arbitro: | Meyer |

|                                          |           |  |
| Hutwelker 50’ Rraklli 89’ Stieglmair 90’ | Marcatori |  |

| Arbitro: | Raquet |

|                       |           |  |
| Sopić 68’ N'Diaye 78’ | Marcatori |  |

| Arbitro: | Anklam |

|  |           |                     |
|  | Marcatori | 83’ Bamba 90’ Bella |

| Ahlen 12 dicembre 2003, ore 19:00 CET 16ª giornata | LR Ahlen | 0 – 0 referto | Alemannia Aquisgrana | Wersestadion (5 028 spett.)\| Arbitro: \| Drees \| |
| Arbitro:                                           | Drees    |               |                      |                                                    |

| Arbitro: | Weber |

|                 |           |  |
| Mintál 11’, 62’ | Marcatori |  |

#### Girone di ritorno
| Arbitro: | Koop |

|           |           |                     |
| Lenze 44’ | Marcatori | 33’ Sopić 84’ Bamba |

| Arbitro: | Brych |

|  |           |                        |
|  | Marcatori | 24’ Caio 45’ Velichkov |

| Ahlen 15 febbraio 2004, ore 15:00 CET 20ª giornata | LR Ahlen | 0 – 0 referto | Arminia Bielefeld | Wersestadion (6 098 spett.)\| Arbitro: \| Anklam \| |
| Arbitro:                                           | Anklam   |               |                   |                                                     |

| Arbitro: | Henschel |

|            |           |  |
| Saenko 46’ | Marcatori |  |

| Magonza 7 marzo 2004, ore 15:00 CET 23ª giornata | Magonza    | 0 – 0 referto | LR Ahlen | Stadion am Bruchweg (12 000 spett.)\| Arbitro: \| Stachowiak \| |
| Arbitro:                                         | Stachowiak |               |          |                                                                 |

| Ahlen 12 marzo 2004, ore 19:00 CET 24ª giornata | LR Ahlen | 0 – 0 referto | Energie Cottbus | Wersestadion (4 002 spett.)\| Arbitro: \| Hoyzer \| |
| Arbitro:                                        | Hoyzer   |               |                 |                                                     |

| Arbitro: | Walz |

|                           |           |          |
| Benčík 11’, 19’ Bella 33’ | Marcatori | 21’ Örüm |

| Arbitro: | Rafati |

|                      |           |  |
| Tchipev 11’ Rehm 73’ | Marcatori |  |

| Arbitro: | Schriever |

|                                      |           |                        |
| Chiquinho 12’ N'Diaye 66’ Benčík 80’ | Marcatori | 54’ Feinbier 63’ Ruman |

| Arbitro: | Raquet |

|           |           |                     |
| Kurth 15’ | Marcatori | 55’ Đenić 72’ Bamba |

| Arbitro: | Drees |

|                 |           |             |
| Velkoborský 40’ | Marcatori | 19’ Thioune |

| Unterhaching 18 aprile 2004, ore 15:00 CEST 29ª giornata | Unterhaching | 0 – 0 referto | LR Ahlen | Generali Sportpark (4 800 spett.)\| Arbitro: \| Marks \| |
| Arbitro:                                                 | Marks        |               |          |                                                          |

| Arbitro: | Anklam |

|                                |           |                |
| Felgenhauer 50’, 67’ Bamba 69’ | Marcatori | 36’ Kolomazník |

| Arbitro: | Seemann |

|                           |           |  |
| Labak 9’, 55’ Racanel 23’ | Marcatori |  |

| Arbitro: | Stachowiak |

|              |           |  |
| Paulinho 79’ | Marcatori |  |

| Arbitro: | Schmidt |

|           |           |             |
| Salou 68’ | Marcatori | 35’ N'Diaye |

| Arbitro: | Kemmling |

|                     |           |  |
| Sopić 7’ Benčík 12’ | Marcatori |  |

### Coppa di Germania
| Arbitro: | Drees |

|                  |           |                           |
| Bettenstaedt 71’ | Marcatori | 85’ Felgenhauer 99’ Cissé |

## Statistiche

### Statistiche di squadra
| Competizione      | Punti | In casa | In casa | In casa | In casa | In casa | In casa | In trasferta | In trasferta | In trasferta | In trasferta | In trasferta | In trasferta | Totale | Totale | Totale | Totale | Totale | Totale | DR  |
| Competizione      | Punti | G       | V       | N       | P       | Gf      | Gs      | G            | V            | N            | P            | Gf           | Gs           | G      | V      | N      | P      | Gf     | Gs     | DR  |
| ----------------- | ----- | ------- | ------- | ------- | ------- | ------- | ------- | ------------ | ------------ | ------------ | ------------ | ------------ | ------------ | ------ | ------ | ------ | ------ | ------ | ------ | --- |
| 2. Bundesliga     | 44    | 17      | 7       | 5       | 5       | 22      | 18      | 17           | 5            | 3            | 9            | 14           | 27           | 34     | 12     | 8      | 14     | 36     | 45     | -9  |
| Coppa di Germania | -     | 0       | 0       | 0       | 0       | 0       | 0       | 1            | 0            | 0            | 1            | 0            | 2            | 1      | 0      | 0      | 1      | 0      | 2      | -2  |
| Totale            | 44    | 17      | 7       | 5       | 5       | 22      | 18      | 18           | 5            | 3            | 10           | 14           | 29           | 35     | 12     | 8      | 15     | 36     | 47     | -11 |

### Andamento in campionato
| Giornata  | 1  | 2 | 3  | 4  | 5  | 6  | 7  | 8  | 9  | 10 | 11 | 12 | 13 | 14 | 15 | 16 | 17 | 18 | 19 | 20 | 21 | 22 | 23 | 24 | 25 | 26 | 27 | 28 | 29 | 30 | 31 | 32 | 33 | 34 |
| --------- | -- | - | -- | -- | -- | -- | -- | -- | -- | -- | -- | -- | -- | -- | -- | -- | -- | -- | -- | -- | -- | -- | -- | -- | -- | -- | -- | -- | -- | -- | -- | -- | -- | -- |
| Luogo     | C  | T | T  | C  | T  | C  | T  | C  | T  | C  | T  | C  | T  | C  | T  | C  | T  | T  | C  | C  | T  | T  | C  | C  | T  | C  | T  | C  | T  | C  | T  | C  | T  | C  |
| Risultato | P  | V | P  | P  | V  | P  | P  | V  | P  | P  | P  | N  | P  | V  | V  | N  | P  | V  | P  | N  | P  | N  | N  | V  | P  | V  | V  | N  | N  | V  | P  | V  | N  | V  |
| Posizione | 15 | 6 | 14 | 18 | 12 | 15 | 16 | 15 | 16 | 18 | 18 | 18 | 18 | 17 | 16 | 14 | 15 | 16 | 16 | 16 | 17 | 16 | 17 | 17 | 17 | 16 | 16 | 15 | 15 | 15 | 16 | 12 | 13 | 12 |

Legenda:

Luogo: C = Casa; T = Trasferta. Risultato: V = Vittoria; N = Pareggio; P = Sconfitta.

### Statistiche dei giocatori
| Giocatore        | 2. Bundesliga | 2. Bundesliga | 2. Bundesliga | 2. Bundesliga | Coppa di Germania | Coppa di Germania | Coppa di Germania | Coppa di Germania | Totale   | Totale | Totale      | Totale     |
| Giocatore        | Presenze      | Reti          | Ammonizioni   | Espulsioni    | Presenze          | Reti              | Ammonizioni       | Espulsioni        | Presenze | Reti   | Ammonizioni | Espulsioni |
| ---------------- | ------------- | ------------- | ------------- | ------------- | ----------------- | ----------------- | ----------------- | ----------------- | -------- | ------ | ----------- | ---------- |
| A. Andrei        | 13            | 0             | 2             | 1             | 0                 | 0                 | 0                 | 0                 | 13       | 0      | 2           | 1          |
| C. André         | 9             | 0             | 3             | 0             | 0                 | 0                 | 0                 | 0                 | 9        | 0      | 3           | 0          |
| D. Anić          | 0             | 0             | 0             | 0             | 0                 | 0                 | 0                 | 0                 | 0        | 0      | 0           | 0          |
| M. Bamba         | 32            | 5             | 8             | 1             | 1                 | 0                 | 0                 | 0                 | 33       | 5      | 8           | 1          |
| C. Bella         | 28            | 4             | 4             | 0             | 0                 | 0                 | 0                 | 0                 | 28       | 4      | 4           | 0          |
| H. Benčík        | 14            | 4             | 4             | 0             | 0                 | 0                 | 0                 | 0                 | 14       | 4      | 4           | 0          |
| S. Brinker       | 0             | 0             | 0             | 0             | 0                 | 0                 | 0                 | 0                 | 0        | 0      | 0           | 0          |
| A. Brinkmann     | 4             | 0             | 1             | 0             | 0                 | 0                 | 0                 | 0                 | 4        | 0      | 1           | 0          |
| S. Bönig         | 12            | 0             | 1             | 0             | 1                 | 0                 | 1                 | 0                 | 13       | 0      | 2           | 0          |
| C. Chiquinho     | 23            | 2             | 1             | 0             | 1                 | 0                 | 0                 | 0                 | 24       | 2      | 1           | 0          |
| L. Cissé         | 4             | 1             | 0             | 0             | 1                 | 1                 | 1                 | 0                 | 5        | 2      | 1           | 0          |
| D. Felgenhauer   | 26            | 2             | 2             | 1             | 1                 | 1                 | 0                 | 0                 | 27       | 3      | 2           | 1          |
| S. Fengler       | 28            | 0             | 7             | 0             | 1                 | 0                 | 1                 | 0                 | 29       | 0      | 8           | 0          |
| T. Gorschlüter   | 2             | 0             | 0             | 0             | 0                 | 0                 | 0                 | 0                 | 2        | 0      | 0           | 0          |
| O. Hajou         | 2             | 0             | 1             | 0             | 0                 | 0                 | 0                 | 0                 | 2        | 0      | 1           | 0          |
| D. Hillebrand    | 13            | 1             | 2             | 0             | 1                 | 0                 | 0                 | 0                 | 14       | 1      | 2           | 0          |
| S. Ipoua         | 1             | 1             | 0             | 0             | 0                 | 0                 | 0                 | 0                 | 1        | 1      | 0           | 0          |
| R. Lewejohann    | 6             | 0             | 0             | 0             | 0                 | 0                 | 0                 | 0                 | 6        | 0      | 0           | 0          |
| Z. Mamić         | 21            | 0             | 4             | 0             | 1                 | 0                 | 1                 | 0                 | 22       | 0      | 5           | 0          |
| B. Meier         | 25            | 0             | 2             | 0             | 1                 | 0                 | 0                 | 0                 | 26       | 0      | 2           | 0          |
| C. Mikolajczak   | 20            | 0             | 1             | 0             | 0                 | 0                 | 0                 | 0                 | 20       | 0      | 1           | 0          |
| I. Milosavljevic | 0             | 0             | 0             | 0             | 0                 | 0                 | 0                 | 0                 | 0        | 0      | 0           | 0          |
| B. N'Diaye       | 26            | 5             | 3             | 1             | 1                 | 0                 | 0                 | 0                 | 27       | 5      | 3           | 1          |
| D. Omerbegović   | 1             | 0             | 0             | 0             | 0                 | 0                 | 0                 | 0                 | 1        | 0      | 0           | 0          |
| P. Paulinho      | 11            | 1             | 1             | 0             | 0                 | 0                 | 0                 | 0                 | 11       | 1      | 1           | 0          |
| M. Ratajczak     | 3             | 0             | 0             | 0             | 0                 | 0                 | 0                 | 0                 | 3        | 0      | 0           | 0          |
| M. Rath          | 12            | 2             | 3             | 0             | 0                 | 0                 | 0                 | 0                 | 12       | 2      | 3           | 0          |
| M. Sağlık        | 2             | 0             | 0             | 0             | 0                 | 0                 | 0                 | 0                 | 2        | 0      | 0           | 0          |
| M. Sejna         | 6             | 0             | 0             | 0             | 0                 | 0                 | 0                 | 0                 | 6        | 0      | 0           | 0          |
| Ž. Sopić         | 29            | 6             | 6             | 0             | 1                 | 0                 | 0                 | 0                 | 30       | 6      | 6           | 0          |
| A. Thiam         | 25            | 0             | 4             | 0             | 1                 | 0                 | 0                 | 0                 | 26       | 0      | 4           | 0          |
| J. Velkoborský   | 27            | 1             | 5             | 0             | 0                 | 0                 | 0                 | 0                 | 27       | 1      | 5           | 0          |
| P. Wojtala       | 3             | 0             | 2             | 0             | 1                 | 0                 | 0                 | 0                 | 4        | 0      | 2           | 0          |
| C. Yilmaz        | 2             | 0             | 0             | 0             | 0                 | 0                 | 0                 | 0                 | 2        | 0      | 0           | 0          |
| O. Özkara        | 5             | 0             | 2             | 0             | 0                 | 0                 | 0                 | 0                 | 5        | 0      | 2           | 0          |
| P. Đenić         | 28            | 1             | 6             | 0             | 1                 | 0                 | 0                 | 0                 | 29       | 1      | 6           | 0          |
| A. Šarić         | 0             | 0             | 0             | 0             | 0                 | 0                 | 0                 | 0                 | 0        | 0      | 0           | 0          |